# Sven Vandousselaere
Sven Vandousselaere (Bruges, 29 d'agost de 1988) va ser un ciclista belga, professional del 2007 al 2014.

## Palmarès
- 2006
  - 1r al Tour de Flandes júnior
  - 1r a l'Omloop Mandel-Leie-Schelde júnior
  - Vencedor de 2 etapes al Giro de la Toscana júnior
  - Vencedor de 2 etapes a la Volta a Ístria
  - Vencedor d'una etapa als Tres dies d'Axel
- 2007
  - Vencedor d'una etapa a la Volta a Lleida
- 2008
  - Vencedor d'una etapa a la Volta a la província d'Anvers
- 2009
  - Vencedor d'una etapa al Tour de Loir i Cher
- 2010
  - Vencedor d'una etapa al Tour de Normandia